# Giovanni Corvetto
Giovanni Gaspare Filippo Corvetto (Genova, 10 agosto 1830 – Torino, 26 luglio 1898) è stato un militare e politico italiano.

## Biografia
Volontario sedicenne nel battaglione zappatori del Genio, nel 1849 prende parte alla prima guerra d'indipendenza come sottotenente nel 7º reggimento fanteria. Nel 1865, col grado di maggiore, è nominato direttore degli studi presso la scuola militare di fanteria di Modena. L'anno successivo combatte nella terza guerra d'indipendenza per essere poi assegnato al Ministero della guerra, dove è stato capo dell'ufficio studi militari, addetto al comando generale di fanteria, capo dell'ufficio operazioni militari e vice-direttore generale della divisione armamenti. Nel 1876 è nominato aiutante di campo onorario di S. M. il Re ed è eletto per la prima volta deputato nel collegio di Cagli. Contemporaneamente al mandato parlamentare, che si protrae per altre cinque legislature, ricopre gli incarichi di comandante in seconda ed effettivo della scuola di guerra di Roma, comandante della brigata di fanteria Venezia, segretario generale del Ministero della guerra e comandante della divisione militare territoriale di Napoli. È stato anche sottosegretario allo stesso ministero per tre mandati. Al termine della XVII legislatura viene nominato senatore.